# Nick West
Nick West, né le 27 juillet 1994 à LaGrange (Géorgie), est un joueur de basket-ball américain. Il évolue aux postes de pivot.

## Carrière
Durant la saison 2016-2017 il prend la troisième place de la Première division suisse avec le Lugano Tigers.
En mars 2018, il remporte la Coupe du Qatar avec le Qatar Sports Club.
En octobre 2018 il perd la finale de la tournoi Houssem Eddine Hariri au Liban (80-78) contre le Riyadi Club Beyrouth avec l'Étoile sportive de Radès, il remporte le titre de meilleur joueur du tournoi. 
Il est le deuxième meilleur bloqueur avec 1,8 contre en moyenne par match durant l'Afro Ligue 2019 (ancien nom de la coupe d'Afrique des clubs champions).
Le 11 mai 2019, il remporte la coupe de Tunisie avec l'Étoile sportive de Radès contre l'Union sportive monastirienne (76-68) à la salle omnisports de Radès.

## Clubs
- 2012-2016 : Alabama A&M Bulldogs (université)
- 2016-2017 : Lugano Tigers
- 2017-2018 : Qatar Sports Club
- 2018-2019 : Étoile sportive de Radès
- depuis 2019 : Al-Fateh

## Palmarès
- Coupe du Qatar : 2018
- Coupe de Tunisie : 2019

### Distinctions personnelles
- Meilleur joueur du tournoi Houssem Eddine Hariri 2018